# 解部
解部（ときべ）とは、日本における訴訟を職務とした機関、またはその職員のことで、古代日本の部民制において訴訟を職務とした部のひとつ。明治時代の刑部省にも設置された。

## 令制
持統朝に100人設置された。令制では刑部省解部60人、治部省解部に10人配属された。
刑罰、警察、軍事、呪術、氏姓などの職務を担当し、盟神探湯の執行者ともなった物部氏の配下にあった。
刑部省解部は808年(大同3年)に廃止された。

## 近代
明治時代の刑部省にも三等の解部が置かれた。